# 柿沼太郎
柿沼 太郎（かきぬま たろう、1891年（明治24年）5月20日 - 1967年（昭和42年）12月22日）は、日本の音楽評論家。

## 略歴
東京出身。本名・柿沼市太郎。早稲田大学文学部英文科卒、中央音楽院に学び、天谷秀に師事。1924年、雑誌『音楽新潮』主幹になり、1942年まで勤めた。その後音楽評論家としてクラシック音楽についての著作や翻訳を多くなした。

## 著者

### 単著
- 『近代名曲解説』創元社、1933年2月。
- 『素顔のベートーヴェン』創元社、1934年7月。
- 『ストラヴィンスキーの音楽と舞踊作品研究』新興音楽出版社、1942年4月。
- 『楽聖夜話』大観堂、1943年。
- 『楽聖夜話』摩耶書房、1948年3月。
- 『世界の名曲』地平社、1948年11月。
  - 『世界の名曲 続』地平社、1948年12月。
  - 『世界の名曲 続々』地平社、1949年11月。
- 『世界の歌劇』好楽社、1949年6月。
- 『歌劇解説』全音楽譜出版社、1952年。
- 『音楽と人生』音楽之友社〈音楽文庫 第47〉、1952年5月。
- 『近代音楽鑑賞』音楽之友社〈音楽文庫 第80〉、1953年9月。
- 『名曲解説』 第1、全音楽譜出版社、1953年。
- 『名曲解説』 第2、全音楽譜出版社、1953年。
- 『名曲解説』 第3、全音楽譜出版社、1953年。
- 『名曲解説』 第4、全音楽譜出版社、1954年。
- 『音楽の天才ものがたり』音楽之友社〈少年音楽文庫 第2期第2巻〉、1954年8月。
- 『音楽への招待』鱒書房、1956年4月。

### 編集
- 『スィムフォニイ解説』みどりや出版部〈レコード音楽叢書 第1編〉、1925年8月。NDLJP:1017739。
- 『現代作曲家群像』新興音楽出版社、1942年3月。
- 『名曲夜話』 上、大観堂、1943年10月。
- 『名曲夜話』 下、大観堂、1943年11月。

### 翻訳
- モーリッツ・カラソフスキイ『ショパンの生涯と手紙』新生社、1923年7月。NDLJP:981187。
- ルートヴィッヒ・ノール、エルンスト・フォン・エルターライン『ベートーヹンの一生と作品研究』十字屋楽器店、1924年8月。NDLJP:982271。
- ローザ・ニューマアチ『チャイコフスキイ・一生と作品研究』十字屋楽器店、1925年4月。
- ポール・ランドルミイ『西洋音楽史』十字屋楽器店、1926年4月。NDLJP:1018969。
  - ポール・ランドルミイ『西洋音楽史』（改訳新版）古賀書店、1941年2月。
- ロマン・ロオラン、ヱドガー・イステル『ゲーテと音楽』古賀書店、1941年6月。
- ルードヴィッヒ・ノール『ベートーヴェン』改造社〈改造文庫 第1部 第236篇〉、1941年9月。NDLJP:1125238。
  - ルードヴィッヒ・ノール『ベートーヴェン』三笠書房、1950年9月。
- ストリートフィルド『歌劇 其歴史的展開』エドワード・デント増補、古賀書店、1941年12月。
  - R.A.ストリートフィールド『歌劇読本』 上、エドワード・デント増補、音楽之友社〈音楽文庫 78〉、1955年2月。
  - R.A.ストリートフィールド『歌劇読本』 下、エドワード・デント増補、音楽之友社〈音楽文庫 79〉、1955年2月。
- ローザ・ニューマアチ『チャイコフスキイの生涯と作品研究』新興音楽出版社、1942年10月。
- カルヴォレコレッシ『音楽教養論』古賀書店、1942年11月。
- ミシェル・カルヴォコレッシ『音楽批評の理論と実際』新興音楽出版社、1943年6月。
- ミシェル・カルヴオコレッシ『音楽の正しい味はひ方』新興音楽出版社、1946年8月。
- ロマン・ローラン『ベートーヴェンの生涯と思想』高山書院、1946年11月。
- 『ベートーヴェン回想』音楽之友社〈音楽文庫 23〉、1951年1月。
  - 『ベートーヴェン回想』音楽之友社、1970年9月。
- カラソフスキー『ショパンの生涯と手紙』音楽之友社〈音楽文庫 53〉、1952年12月。
- ポオル・ランドルミイ『音楽史』 上、音楽之友社〈音楽文庫 第57〉、1953年3月。
- ポオル・ランドルミイ『音楽史』 下、音楽之友社〈音楽文庫 第58〉、1953年4月。
- R.W.S.メンドル『好楽家の手帖より』音楽之友社〈音楽文庫 84〉、1954年3月。
- シントラア『ベートーヴェンの生涯』角川書店〈角川文庫〉、1954年11月。
  - シントラア『ベートーヴェンの生涯』（改版）角川書店〈角川文庫〉、1969年5月。
- エリク・ホワイト『ストラヴィンスキー』音楽之友社〈音楽文庫 92〉、1955年5月。
- 『音楽と文学』音楽之友社〈音楽新書〉、1956年10月。
- ローザ・ニューマーチ『チャイコフスキー 生涯と芸術』音楽之友社〈音楽文庫 97〉、1956年11月。